# Alex Rybakov
Alexander „Alex“ Rybakov (* 27. Januar 1997 in Plainview, New York) ist ein US-amerikanischer Tennisspieler.

## Karriere
Rybakov spielte bis 2015 auf der ITF Junior Tour. In der Jugend-Rangliste erreichte er mit Rang 14 seine höchste Notierung. Bei Grand-Slam-Turnieren der Junioren war er weniger erfolgreich – sein bestes Resultat war das Viertelfinale der US Open 2015, als er dem späteren Turniersieger Taylor Fritz unterlag.
Von 2013 bis 2015 spielte Rybakov erste Turniere auf der ITF Future Tour. Im Einzel gelangen ihm schnell erste Erfolge: 2015 stand er mehrmals im Halbfinale und zog in zwei Endspiele ein, womit er das Jahr auf Platz 602 der Weltrangliste beendete. Mitte 2015 begann er ein Studium an der Texas Christian University. Zuvor war er auf Rang 1 aller College-Rekruten gelistet. Während seiner Zeit als College-Tennis-Spieler wurde er mehrmals zum All-American gewählt. 2019 schloss er das Studium ab und spielte fortan regelmäßig Turniere. Noch während des Studiums hatte er seine ersten vier Future-Titel gewonnen, im Doppel war er 2016 einmal erfolgreich. In der Weltrangliste stand er kurz vor Platz 500.
2020 gewann er erstmals bei einem Turnier der ATP Challenger Tour zwei Matches in Folge. Dabei gewann er mit Gō Soeda außerdem gegen die Nummer 118 der Welt. Das Jahr schloss er erstmals in den Top 500 ab. 2021 verbesserte er sich im Einzel nur marginal. Im Doppel gewann er drei Futures (insgesamt fünf) und stand in Lexington in seinem ersten Doppel-Finale, wodurch er sich um mehr als 500 Plätze unter die Top 400 verbesserte – zwischenzeitlich stand er auf Platz 379 so hoch wie noch nie im Doppel. 2022 stand er im Einzel in seinem ersten Viertelfinale in Savannah, was ihm bis Jahresende noch drei weitere Male gelang und ihn auf ein neues Rekordhoch in der Rangliste von Platz 279 steigen ließ. Im September konnte er erstmals an der Qualifikation für ein Grand-Slam-Turnier, den US Open teilnehmen, wo er gegen Nuno Borges im dritten Satz aufgeben musste.
Im Februar 2023 überstand Rybakov die Qualifikation des ATP-Tour-Events von Dallas durch zwei Siege und zog in sein erstes ATP-Hauptfeld ein. Gegen die Nr. 55 der Welt, Marcos Giron, verlor er in drei Sätzen. In Rome erreichte sein zweites Challenger-Endspiel im Doppel.